# Macrocarpaea ewaniana
Macrocarpaea ewaniana är en gentianaväxtart som beskrevs av Richard E. Weaver och J.R.Grant. Macrocarpaea ewaniana ingår i släktet Macrocarpaea och familjen gentianaväxter. Inga underarter finns listade i Catalogue of Life.